# Linea Namboku (metropolitana di Sapporo)
La linea Namboku (南北線?, Namboku-sen) è una delle linee della metropolitana di Sapporo, posseduta e gestita dall'operatore Sapporo City Transportation Bureau.
Il suo nome significa letteralmente Linea nord-sud, la linea è contrassegnata dal colore ■ e le sue stazioni assumono una sigla in codice composta dalla lettera N seguita dal numero progressivo della stazione.
La linea presenta una sezione in superficie fra Minami-Hiragishi e il capolinea sud di Makomanai, ma per evitare interferenze con il traffico delle copiose nevicate invernali, tutto il tragitto è coperto da una tettoia. Assieme alle altre due linee della rete di Sapporo, questa è una delle uniche tre linee metropolitane giapponesi ad utilizzare convogli su gomma anziché su rotaia, e per questo lo scartamento non è standard.

## Stazioni
| Codice | Stazione         | Giapponese | Distanza intermedia | Collegamenti | Posizione   |
| ------ | ---------------- | ---------- | ------------------- | --- | ----------- |
| N01    | Asabu            | 麻生       | -                   | Hokkaido Railway Company: ■Linea Sasshō (presso la stazione di Shin-Kotoni:G05)                                                                    | Kita-ku     |
| N02    | Kita-34-Jō       | 北34条     | 1.0                 | | Kita-ku     |
| N03    | Kita-24-Jō       | 北24条     | 1.2                 | | Kita-ku     |
| N04    | Kita-18-Jō       | 北18条     | 0.9                 | | Kita-ku     |
| N05    | Kita-12-Jō       | 北12条     | 0.8                 | | Kita-ku     |
| N06    | Sapporo          | さっぽろ   | 1.0                 | Metropolitana di Sapporo: Linea Tōhō (H07) JR Hokkaido (presso la stazione di Sapporo): ■ Linea principale Hakodate ■ Linea Chitose ■ Linea Sasshō | Chūō-ku     |
| N07    | Ōdōri            | 大通       | 0.6                 | Metropolitana di Sapporo: Linea Tōzai (T09)、 Linea Tōhō (H08) Tram di Sapporo: Linea Ichijō (presso la stazione di Nishoi-Yonchōme)               | Chūō-ku     |
| N08    | Susukino         | すすきの   | 0.6                 | Tram di Sapporo: Linea Yamahana | Chūō-ku     |
| N09    | Nakajima-Kōen    | 中島公園   | 0.7                 | Tram di Sapporo: Linea Yamahana (presso la stazione di Yamahana-Kujō)                                                                              | Chūō-ku     |
| N10    | Horohira-Bashi   | 幌平橋     | 1.0                 | Tram di Sapporo: Linea Yamahana (presso la stazione di Seishū Gakuen-mae)                                                                          | Chūō-ku     |
| N11    | Nakanoshima      | 中の島     | 0.5                 | | Toyohira-ku |
| N12    | Hiragishi        | 平岸       | 0.7                 | | Toyohira-ku |
| N13    | Minami-Hiragishi | 南平岸     | 1.1                 | | Toyohira-ku |
| N14    | Sumikawa         | 澄川       | 1.2                 | | Minami-ku   |
| N15    | Jieitai-Mae      | 自衛隊前   | 1.3                 | | Minami-ku   |
| N16    | Makomanai        | 真駒内     | 1.7                 | | Minami-ku   |